# 皇室大廈

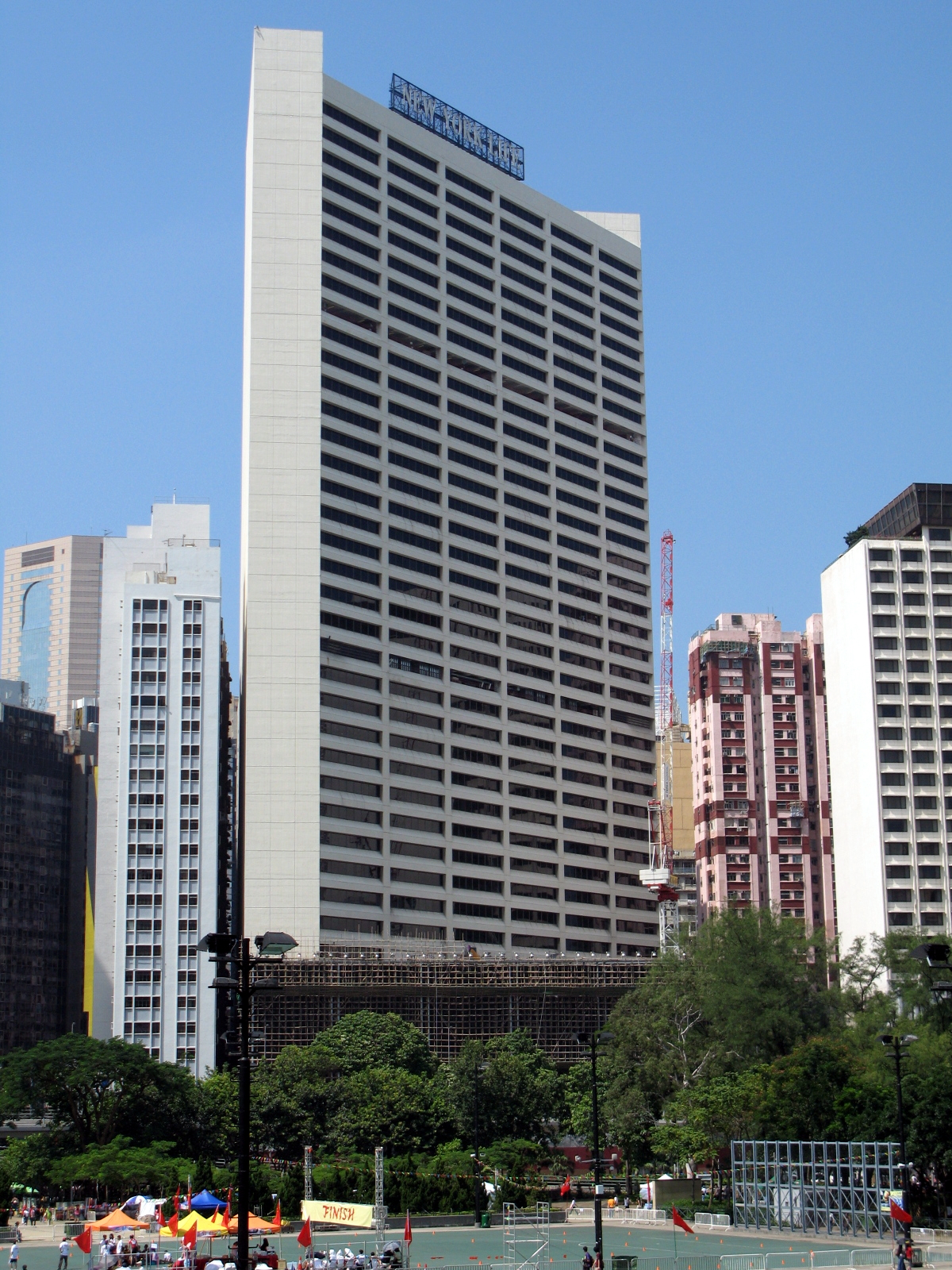
皇室大廈日景

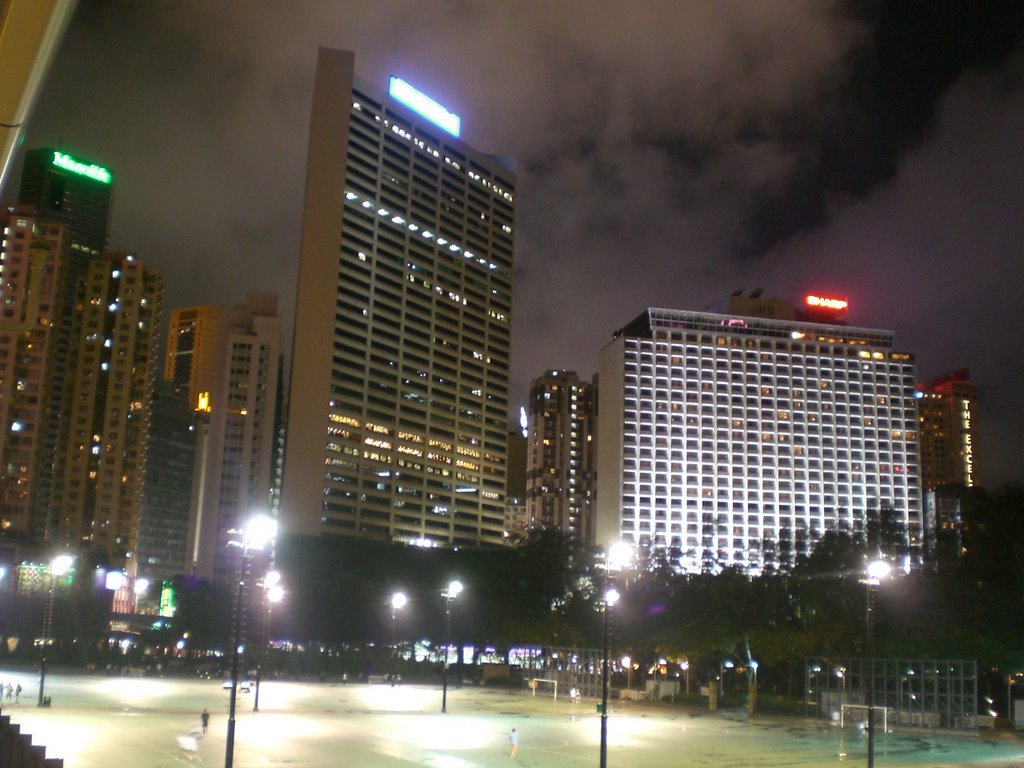
皇室大廈夜景

皇室大廈（英語：Windsor House），是香港的一幢商業樓宇，位於香港島銅鑼灣告士打道311號，交界記利佐治街，基層現時為皇室堡商場。

## 歷史

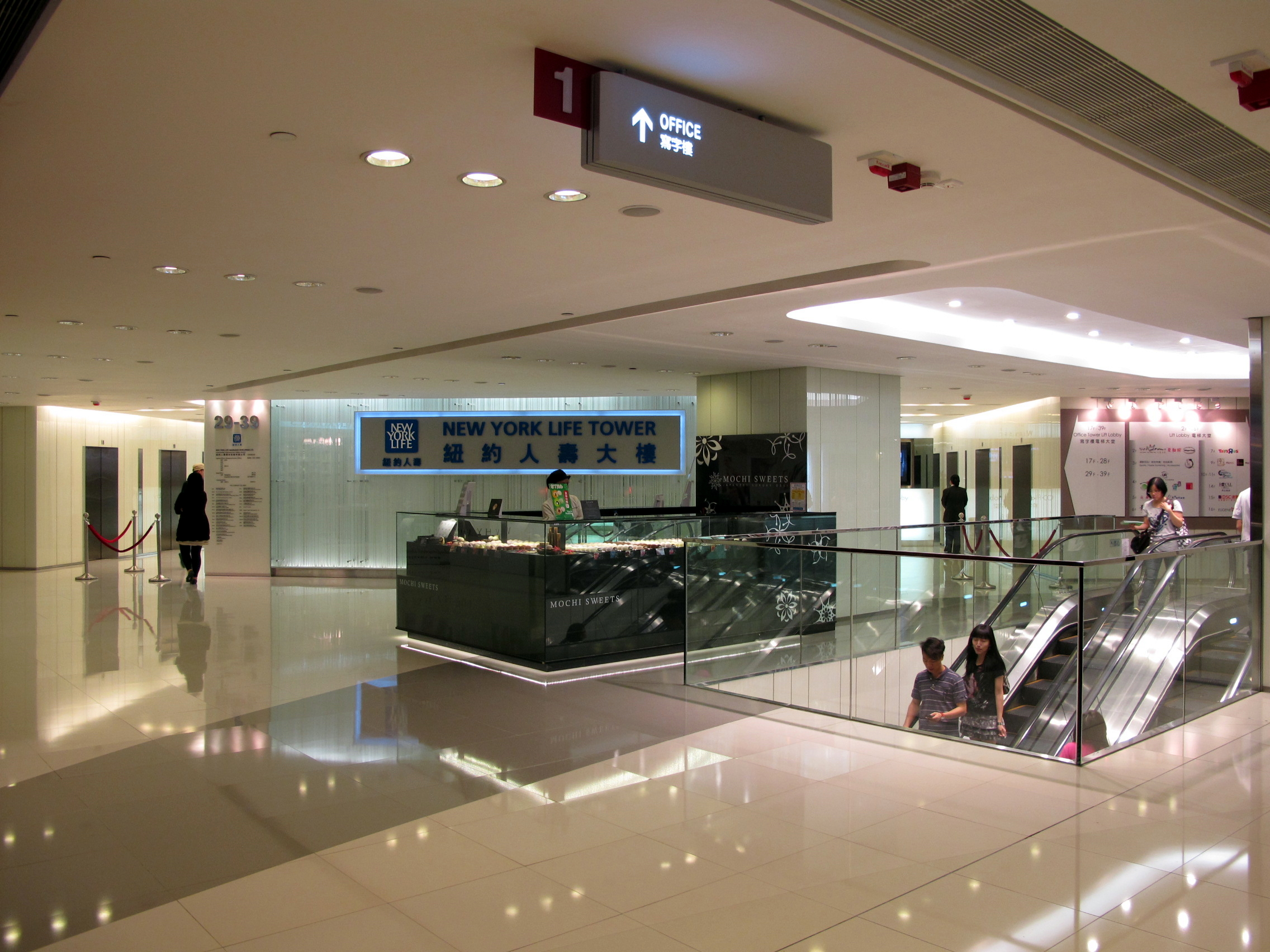
皇室大廈升降機大堂（2010年）

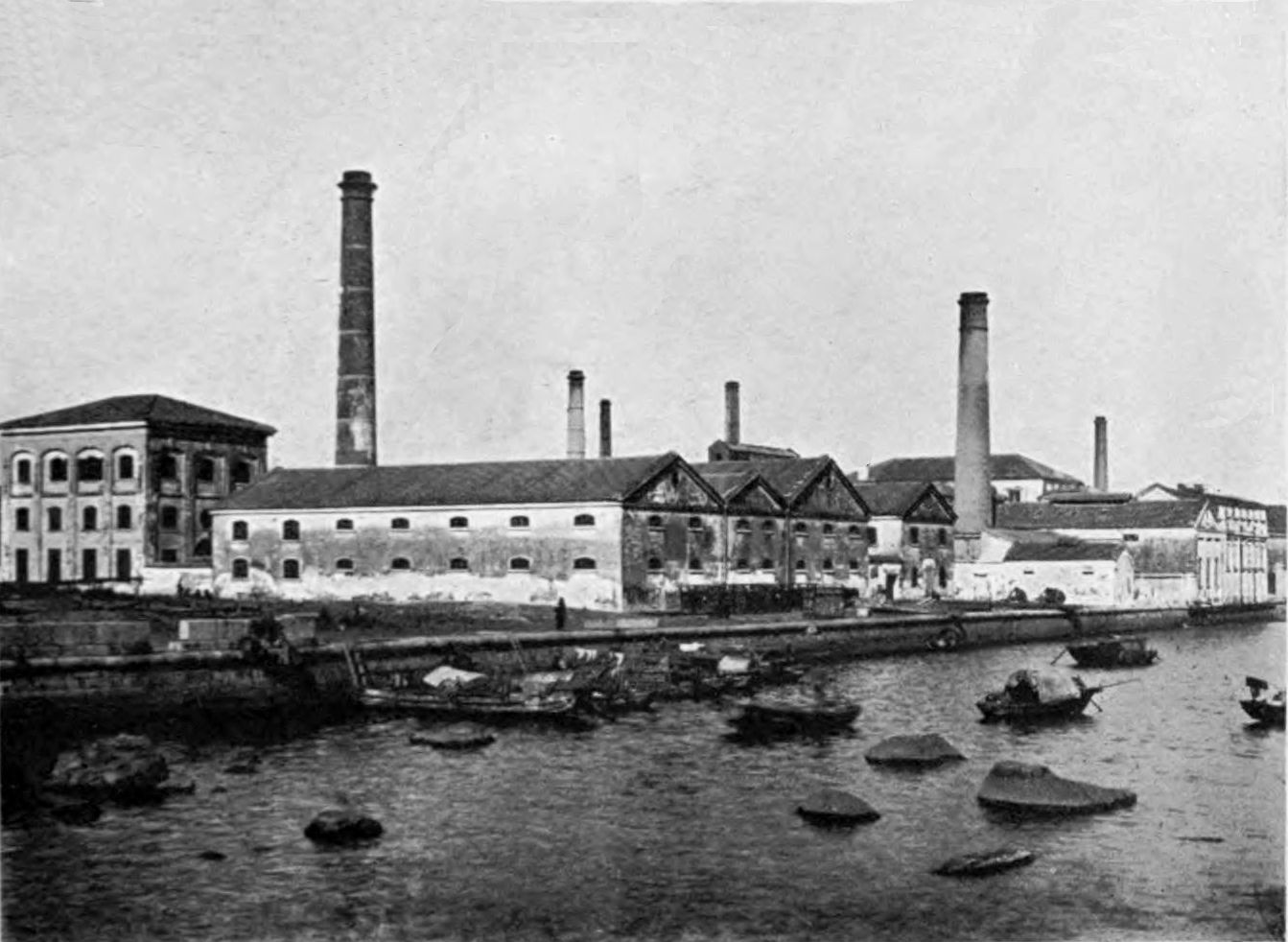
皇室大廈原址前身為香港製冰公司冰廠

皇室大廈的位置前身是牛奶公司冰廠，後由香港置地發展重建，1979年落成，原稱溫莎公爵大廈，初期新世界發展為大廈的主要管理商。1987年12月，大廈由華人置業購入。
此外，大廈原為香港政府稅務局總部，直至1991年搬遷到剛建成的灣仔稅務大樓為止。
2015年12月23日華人置業以120億元，出售銅鑼灣告士打道311號皇室大廈給大股東劉鑾雄。

## 租戶
皇室大廈又名安達人壽大樓，其內有華人置業、安達保險的辦公室（22及33樓），其他租戶包括利潔時（25樓）、美贊臣營養品（香港）有限公司（25樓）、高絲香港有限公司（Kose，28樓）、種星堂娛樂（StarzPeople，28樓2808室）、信永中和（香港）會計師事務所（17樓）。

## 都市傳説
1983年10月，當時的溫莎公爵大廈出現都市傳說，指大廈地下大堂雲石牆壁上雲石出現狐仙圖案的花紋，成為香港媒體炒作數天的焦點，每天都吸引一些群眾到該處圍觀，直至業主決定將雲石換走才平息了這場流言。事緣流傳一名嬰兒在該商場美心皇宮擺過滿月酒後離奇死亡故事，該集團在大堂的快餐店在事件發生後才開業。

## 鄰近
- 維多利亞公園
- 柏寧酒店
- 恒隆中心
- 銅鑼灣地帶
- 翡翠明珠廣場
- 香港中央圖書館
- 港鐵銅鑼灣站

## 外部連結
- 皇室大廈官方網站 （页面存档备份，存于）
- 銅鑼灣皇室大廈地圖 （页面存档备份，存于）
- 銅鑼灣溫莎公爵大廈現狐仙

22°16′49.7″N 114°11′11.6″E / 22.280472°N 114.186556°E